# Rappensberger Vilmos
Rappensberger Vilmos (Bélabánya, 1848. szeptember 14. – Selmecbánya, 1928. október 14.) piarista áldozópap és főgimnáziumi igazgató.

## Élete
Bélabányán született, ahol atyja királyi bányafelőr volt. A gimnáziumi hat osztályt Selmecbányán, a VII. és VIII.-at Nyitrán végezte 1866-ban; ekkor a kegyes tanítórendbe lépett. A novíciusi év után a rózsahegyi gimnáziumban volt próbaéves tanár 1869-70-ben.
A teológiát 1870-71-ben Nyitrán végezte; főgimnasiumi tanár volt: 1871-72-ben Nyitrán (ezen év augusztus 2-án pappá szentelték), 1872-73-ban Szentgyörgyön, 1873-76-ban Nyitrán, 1876-84-ben Budapesten (itt 1876-79-ben az egyetemet látogatta és 1879. május 24-én tanári oklevelet nyert a természetrajzból és vegytanból, ugyancsak a piaristák főgymnasiumi konviktusában 1879-84-ben prefektus volt).
1884-85-ben lett házfőnök és igazgató a kisszebeni gimnáziumban; 1885-1887-ben a trencséni főgimnázium igazgatója volt, 1887-90-ben a nagybecskereki ház főnöke és a községi főgimnázium igazgatója. 1890-től működik a magyaróvári rendházban mint házfőnök és gimnáziumi igazgató. 1876-tól majdnem minden szünidejét utazásra fordította; beutazta Magyarországot, Európát (Oroszország kivételével); Konstantinápolyból Ázsiába és Spanyolországból Afrikába is tett kirándulást. A Mosonmegyei Történelmi és Régészeti Egylet elnöke és a Széchenyi-kör alelnöke volt.

## Írásai
Cikkei a Természettudományi Közlönyben (1877. A tűzszerzés módjáról a multban és jelenben); a magyaróvári gimnázium Értesítőjében (1891. A Nunkovics András által alapított ifjúsági segélyalap, 1897. Bécsi kirándulásunk emlékére, 1900. Carnuntum, ism. 1901. Egyet. Philol. Közlöny 1901. Esztergomi kirándulásunk 1902. Római zarándoklatunk, ism. Egyet. Philol. Közlöny, 1905. Sicilia és régi classicus emlékein); a Mosonmegyei Lapokban (1895-96. Utazás az éjszaki fokig, felolvasás). Írt hat nekrológot elhunyt rendtársairól és dr. Németh Antal főigazgatóról; néhány cikket a trencséni, nagybecskereki és magyaróvári lapok számára.

## Művei
- A magyar-óvári gymnasium története 1739–1894. Győr, 1896
- A m.-óvári gymnasium könyvtára és tanszergyűjteményei. Uo. 1896
- Utazás az északi fokig. Magyar-Óvár, 1897
- A m.-óvári tornacsarnok. Uo. 1899
- A Brenneren át az Adriához. Győr, 1901
- Négy hét a pyrenaei félszigeten. Uo. 1905

Népszerű előadásokat tartott a trencséni természettud. egylet estélyein: az egérről, a kátrányról, a glycerinről, anilinről, a szalonok virágairól és ápolásukról; a magyar-óvári Széchenyi-körben vetített képekkel: a Gletscher világról, néhány utazásról, Spanyolországról és bikaviadalairól, Páristól Rómáig a Rivierán át; ugyanezen körben tartott több ünnepi beszédet: március idusán, Széchenyi István, Jókai Mór, Petőfi Sándor, Vörösmarty Mihály emlékezetére. Ezeken kívül beszélt a gimnázium megnyitási, évzáró és egyéb ünnepélyes alkalomkor. Szerkesztette a Trencsénmegyei természettudományi egylet Évkönyvét 1885 Trencsénben (magyar és német szöveg).